# Mária Antonietta spanyol infánsnő
Bourbon Mária Antónia (ismert még mint Spanyolországi Mária Antónia, teljes nevén Mária Antónia Ferdinanda, spanyolul: María Antonia de Borbón, olaszul: Maria Antonietta di Borbone; Sevilla, Spanyol Birodalom, 1729. november 17. – Torino, Szárd–Piemonti Királyság, 1785. szeptember 19.), a Bourbon-házból származó spanyol infánsnő, V. Fülöp spanyol király és Farnese Erzsébet királyné legfiatalabb gyermeke, aki III. Savoyai Viktor Amadéval kötött házassága révén szardíniai királyné.

## Élete

### Származása
Mária Antonietta Ferdinanda spanyol királyi hercegnő az andalúziai Sevillában született 1729-ben.
Édesapja a Bourbon-házból való V. Fülöp spanyol király (1683–1746) volt, Lajos dauphin (Louis de France, 1661–1711) és Mária Anna Viktória Krisztina bajor választófejedelmi hercegnő (Kurfürstin, 1660–1690) legidősebb fia, XIV. Lajos francia király unokája.
Édesanyja Fülöp király második felesége, Farnese Erzsébet (Izabella) királyné (Isabel de Farnesio, 1692–1766), született Farnese Erzsébet parmai hercegnő volt, II. Eduárd (Odoardo) parmai herceg és Dorothea Sophie von Pfalz–Neuburg német hercegnő legidősebb leánya.
A szülők házasságából hét testvér született:
- Károly (1716–1788), aki 1759-ben féltestvérének, VI. Ferdinánd királynak halála után III. Károly néven lépett a trónra.
- Ferenc (1717–1717), csecsemőként meghalt.
- Mária Anna Viktória (1718–1781), aki 1721–1725-ig XV. Lajos francia király hivatalosan eljegyzett menyasszonya volt, aztán 1729-ben I. József portugál király felesége lett.
- Fülöp (Felipe, 1720–1765), 1748-tól I. Fülöp néven Parma hercege.
- Mária Terézia Antónia Rafaella (1726–1746), aki Lajos Ferdinánd francia trónörökös hercegnek (1729–1765), XV. Lajos francia király fiának, a dauphinnek első felesége lett.
- Lajos Antal (1727–1785), Toledo érseke.
- Mária Antonietta (1739–1785) szárd–piemonti királyné, savoyai hercegné.

Mária Antonietta féltestvérei apjának első házasságából, amelyet Savoyai Mária Lujza hercegnővel (1688–1714), II. Viktor Amadé savoyai herceg leányával kötött:
- Lajos (1707–1724), aki 1724-ben apjának lemondása után I. Lajos néven trónra lépett, de hét hónapnyi uralkodás után meghalt himlőben.
- Fülöp Lajos (*/† 1709–1709), csecsemőkorban meghalt.
- Fülöp Péter Gábriel (1712–1719), gyermekkorban meghalt.
- Ferdinánd (1713–1759), aki 1746-ban, apja halála után VI. Ferdinánd néven örökölte a spanyol királyi trónt.

### Házassága, gyermekei
Mária Antonietta infánsnő 1750. május 31-én a piemonti Suza-völgyben fekvő Oulx (piemonti nyelvjárásban Ols) határvárosban feleségül ment a Savoyai-házból való Viktor Amadé herceghez (1726–1796), III. Károly Emánuel szárd–piemonti király (1701–1773) és Polixénia Krisztina hessen-rheinfels-rottenburgi tartománygrófnő (1706–1735) legidősebb fiához, a Szárd–Piemonti Királyság trónörököséhez.
A házasságból 12 gyermek született, kilencen érték meg a felnőttkort. Hárman közülük a francia királyi család tagjaival házasodtak össze:
1. Károly Emánuel herceg (1751–1819), a trónörökös, aki 1796-ban, apja halála után IV. Károly Emánuel néven Savoya uralkodó hercege és szárd–piemonti király lett. A Bourbon-házból való Mária Klotild francia királyi hercegnőt (1759–1802), XVI. Lajos, XVIII. Lajos és X. Károly francia királyok húgát vette feleségül, akinek halála után, 1802-ben lemondott trónjáról.
2. Mária Sarolta (Carlotta) Izabella hercegnő (1752–1755), kisgyermekként meghalt.
3. Mária Jozefina Lujza hercegnő (1753–1810), aki a későbbi XVIII. Lajos francia királyhoz ment feleségül.
4. Amadé Sándor (1754–1755), Montferrato hercege, kisgyermekkorban meghalt.
5. Mária Terézia hercegnő (1756–1805), aki a későbbi X. Károly francia királyhoz ment feleségül.
6. Mária Anna (1757–1824), Chablais hercegnője.
7. Viktor Emánuel herceg (1759–1824), Aosta hercege, aki bátyja lemondása után, 1802–1821 között szárd–piemonti királyként uralkodott. Habsburg–Estei Mária Terézia Johanna főhercegnőt vette feleségül.
8. Mária Krisztina Jozefina (1760–1768), Szardínia hercegnője, gyermekkorban meghalt.
9. Móricz József Mária (1762–1799), Montferrato hercege.
10. Mária Karolina Antonietta hercegnő (1764–1782), aki I. Antal szász királyhoz ment feleségül.
11. Károly Félix herceg (1765–1831), Genova hercege, aki Viktor Emánuel lemondása után 1821–1831 között szárd–piemonti királyként uralkodott. Mária Krisztina Amália nápoly–szicíliai királyi hercegnőt vette feleségül.
12. József Benedek (Giuseppe Benedetto, 1766–1802), Maurienne és Asti hercege.

### Halála, utódainak későbbi sorsa
Mária Antónia királyné 1785. szeptember 19-én a Torino melletti Moncalieri királyi kastályban hunyt el, 56 éves korában. A torinói Superga bazilikában (Basilica di Superga) temették el.
Négy évvel később kitört a francia forradalom. 1792-ben elveszett Savoya, 1796-ban a súlyos katonai vereségek után férje, III. Viktor Amadé király is meghalt. Fiai közül hárman követték egymást a szárd–piemonti királyi trónon, ők voltak az utolsó uralkodók a Savoyai-ház főágából, utánuk a Carignani mellékág örökölte a szárd–piemonti uralkodói méltóságot. Két leányából francia királyné lett, házastársaik voltak az utolsó francia királyok a Bourbon-ház főágából. Utánuk az Orléans-házból való uralkodó került a francia királyi trónra…